# 金起楷
金起楷（韓語：김기해，1999年9月28日—），韓國男演員。

## 個人生活
2024年10月28日以海軍現役兵身份入伍，完成海軍基礎軍事教育團為期5週的基礎軍事訓練後，現正服役於濟州島海軍機動艦隊，預計於2026年6月27日退伍。

## 影視作品

### 劇集
| 年份   | 播放平台   | 劇名                   | 角色   | 備註 |
| 2020年 | CheezeFilm | 《男生群裡的女生朋友》 | 起楷   |      |
| 2020年 | YouTube    | 《Dalgona》            | 河珍赫 |      |
| 2022年 | KBS2       | 《Drama Special—放縱》 | 오병훈 | 主演 |
| 2023年 | TVING      | 《放學後戰爭活動》     | 金致列 | 主演 |
| 2024年 | Disney+    | 《照明商店》           | 許志雄 |      |

### 電影
| 年份   | 片名                     | 角色   | 性質 | 備註  |
| 2022年 | 《魔女二部曲：另一個她》 | 土偶   | 配角 | [ 6 ] |
| 2025年 | 《燒酒戰爭》             | 白成彬 | 配角 | [ 7 ] |

## 獲獎與提名列表
| 年份   | 頒獎典禮     | 獎項                            | 作品                    | 結果 |
| 2022年 | KBS演技大賞  | 男子Drama Special ‧ TV Cinema獎 | 《Drama Special－放縱》 | 提名 |
| 2023年 | 青龍系列大獎 | 電視劇部門 新人男演員賞         | 《放學後戰爭活動》      | 提名 |

## 外部連結
- 官方网站
- 金起楷的Instagram帳戶
- 金起楷在NAVER上的资料
- 金起楷在Daum上的资料
- 金起楷在互联网电影资料库（IMDb）上的資料（英文）
- 金起楷在HanCinema的頁面（英文）